# Basilique San Francesco di Paola
Pour les articles homonymes, voir Basilique San Francesco.
La basilique San Francesco di Paola (en français : basilique Saint-François de Paule) est une basilique de Naples, dédiée à François de Paule, située sur le côté ouest de la piazza del Plebiscito, la place principale de la ville. C'est une basilique néoclassique.

## Historique
Au début du XIXe siècle, Joachim Murat, roi de Naples, fait construire le grand bâtiment à colonnades en hommage à l'empereur Napoléon Ier. À la fin de l'empire napoléonien, les Bourbons récupèrent le royaume de Naples et en 1815 Ferdinand Ier poursuit la construction et la dédie à saint François de Paule, qui avait séjourné dans un monastère situé sur ce site au XVIe siècle. Les travaux sont terminés en 1824, mais ce n'est qu'en 1836 que l'église est consacrée par le pape Grégoire XVI, qui lui confère le titre de basilique, la rend indépendante de la curie de Naples et lui concède le privilège d'avoir l'autel tourné vers les fidèles. Les plans de cette basilique sont l'œuvre de l'architecte Pietro Bianchi.

## Description

### Extérieur
La basilique n'est pas sans rappeler le Panthéon de Rome. La façade est précédée d'un narthex reposant sur six colonnes et deux pilastres ioniques qui soutiennent une architrave sur lequel est gravée l'inscription : « DOMD FRANCISCO DE PAULA FERDINANDUS I EX VOTO A MDCCCXVI ». L'intérieur de la basilique est circulaire avec deux chapelles latérales. Le dôme mesure 53 m de hauteur.
Le narthex est surmonté d'un tympan au sommet duquel sont situées les statues représentant La Religion entre saint François de Paule (le saint titulaire de la basilique, à gauche) et saint Ferdinand (à droite en honneur au roi Ferdinand).
Le narthex est accessible aussi bien depuis le portique que par les marches du parvis. Dans le portique se trouvent les statues des quatre Vertus cardinales et trois Vertus théologales.
La basilique est surmontée de trois dômes ; celui du centre mesure 53 m de hauteur et est construit sur un tambour haut et ample.

### Intérieur

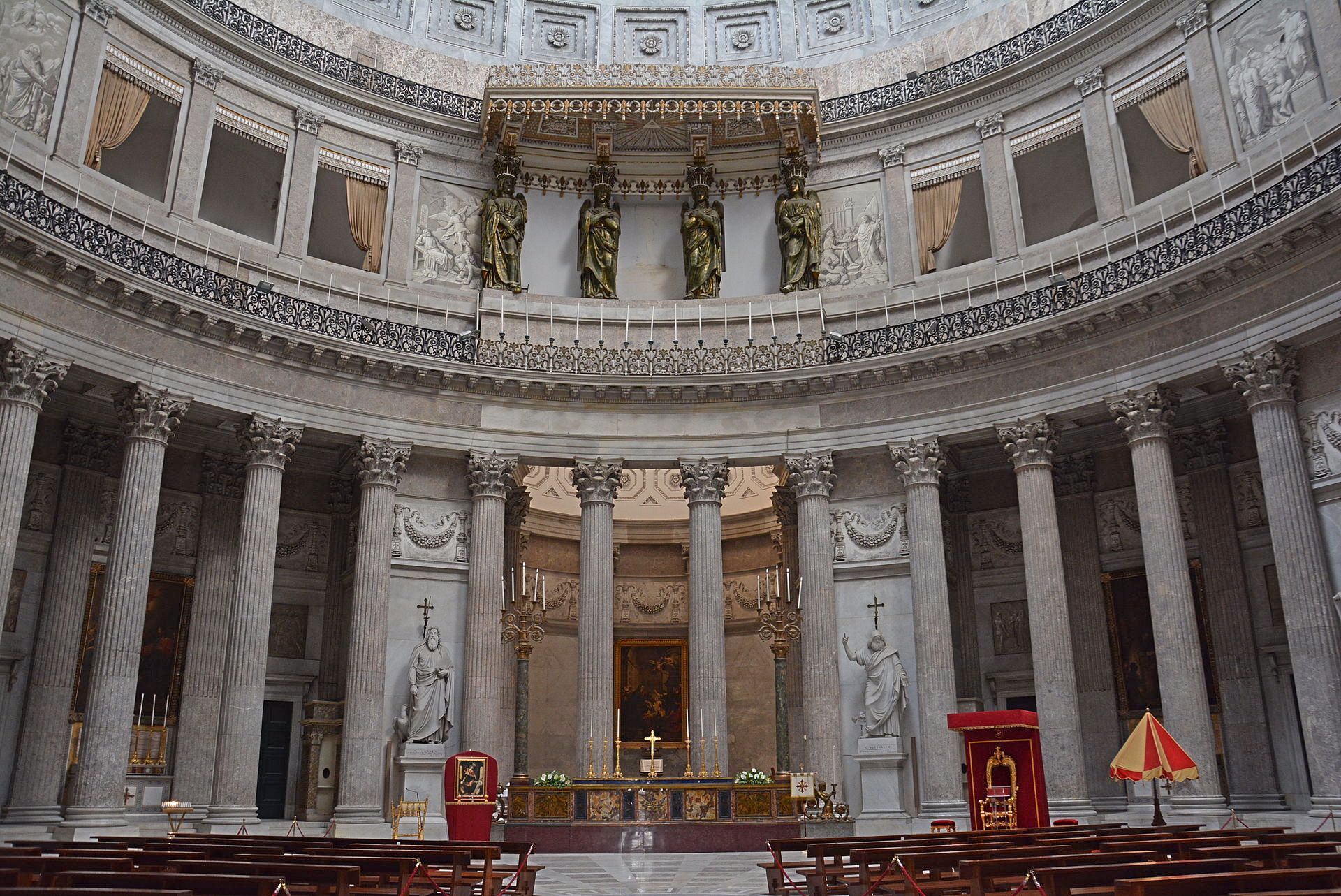
Vue.

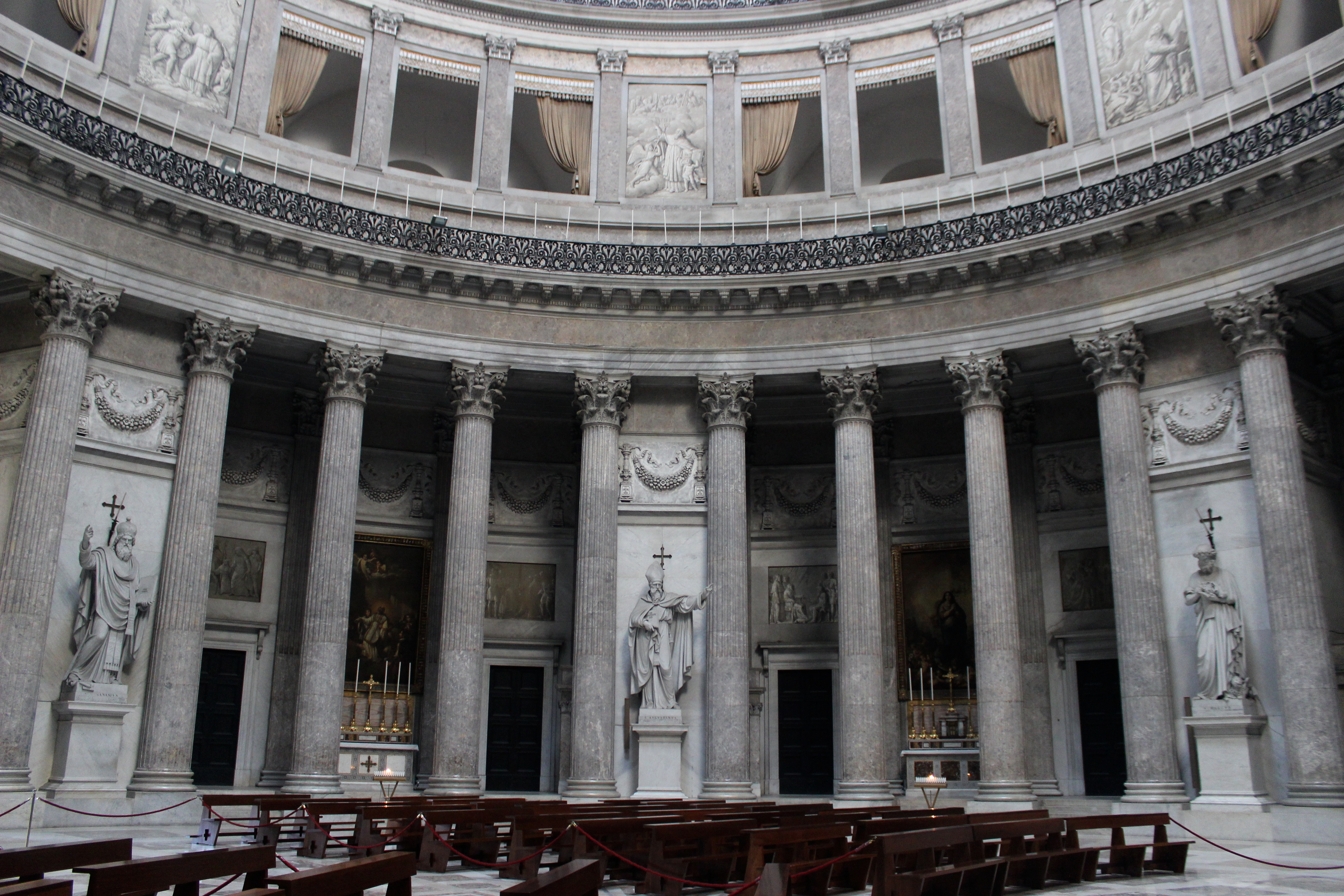
Autre Vue.

On accède à un atrium, flanqué de deux chapelles dont celle de droite comporte un Sant'Onofrio orante, une œuvre de jeunesse de Luca Giordano.
Au centre une rotonde de 34 m de diamètre est couverte par la coupole soutenue par 34 colonnes d'ordre corinthien hautes de 11 m avec des fûts en marbre de Mondragon, alternés de piliers.
Au-dessus de la colonnade se trouve la tribune de cour et le long des parois de droite huit statues : 
- Saint Jean Chrysostome de Gennaro Calì (it).
- Saint Ambroise de Tito Angelini (it).,
- Saint Luc d'Antonio Calì (it).
- Saint Matthieu de Carlo Finelli (it).
- Saint Jean (apôtre) de Pietro Tenerani.
- Saint Marc de Giuseppe De Fabris.
- Saint Augustin de Tommaso Arnaud.
- Saint Athanase d'Angelo Solani.

Sur les autels des chapelles se trouvent, de droite à gauche, les peintures suivantes : 
- Saint Nicolas de Tolentino et saint François de Paule recevant d'un ange l'emblème de la charité, de Nicola Carta,
- La Dernière Communion de saint Ferdinand de Castille, de Pietro Benvenuti,
- La Mort de saint Joseph de Camillo Guerra,
- L'Immaculée Conception et la mort de saint André Avellino, de Tommaso de Vivo.

En face de l'entrée de la coupole se trouve le maître-autel, œuvre de Anselmo Cangiano (1641), transférée en 1835 depuis l'église Santi Apostoli, riche de lapis-lazuli et de pierres précieuses. Sur les côtés deux anges théophores en carton pressé doré.
Dans l'abside : Saint François de Paule ressuscite un mort, toile de Vincenzo Camuccini.
Dans la sacristie : Immaculée de Gaspare Landi et une Circoncision d'Antonio Campi.

## Sources
- (it) Cet article est partiellement ou en totalité issu de l’article de Wikipédia en italien intitulé « Basilica di San Francesco di Paola (Napoli) » (voir la liste des auteurs).